# Bolopus furcatus
Bolopus furcatus är en tvåvingeart som först beskrevs av Carl Fredrik Fallén 1826.  Bolopus furcatus ingår i släktet Bolopus, och familjen svampflugor. Enligt den svenska rödlistan är arten nära hotad i Sverige. Arten förekommer i Götaland och Öland. Artens livsmiljö är skogslandskap.